# 1:1
„Едно към едно“ е бивше предаване за спорт по кабелната телевизия „Канал 3“, собственост на бившия състезател по ски и тв-водещ Сашо Диков.
В по-голямата си част предаването се състои от гледане на повторения на спорни положения от мачове от българското първенство, спорове със запалянковци по телефонната линия на студиото и разговори с хора, свързани с първенството, по интересни теми от него и от личния живот на известни футболни босове, съдии и футболисти. Освен това предаването предлага горещи „жълти“ новини от българския и световен спорт и шоубизнес.